# Jacques Nienaber
Jacques Nienaber (Kimberley, 16 de octubre de 1972) es un fisioterapeuta, preparador físico y entrenador de rugby sudafricano. Fue entrenador de los Springboks de 2020 a 2023, y con ellos se consagró campeón de la Copa Mundial de Rugby de 2023.

## Biografía

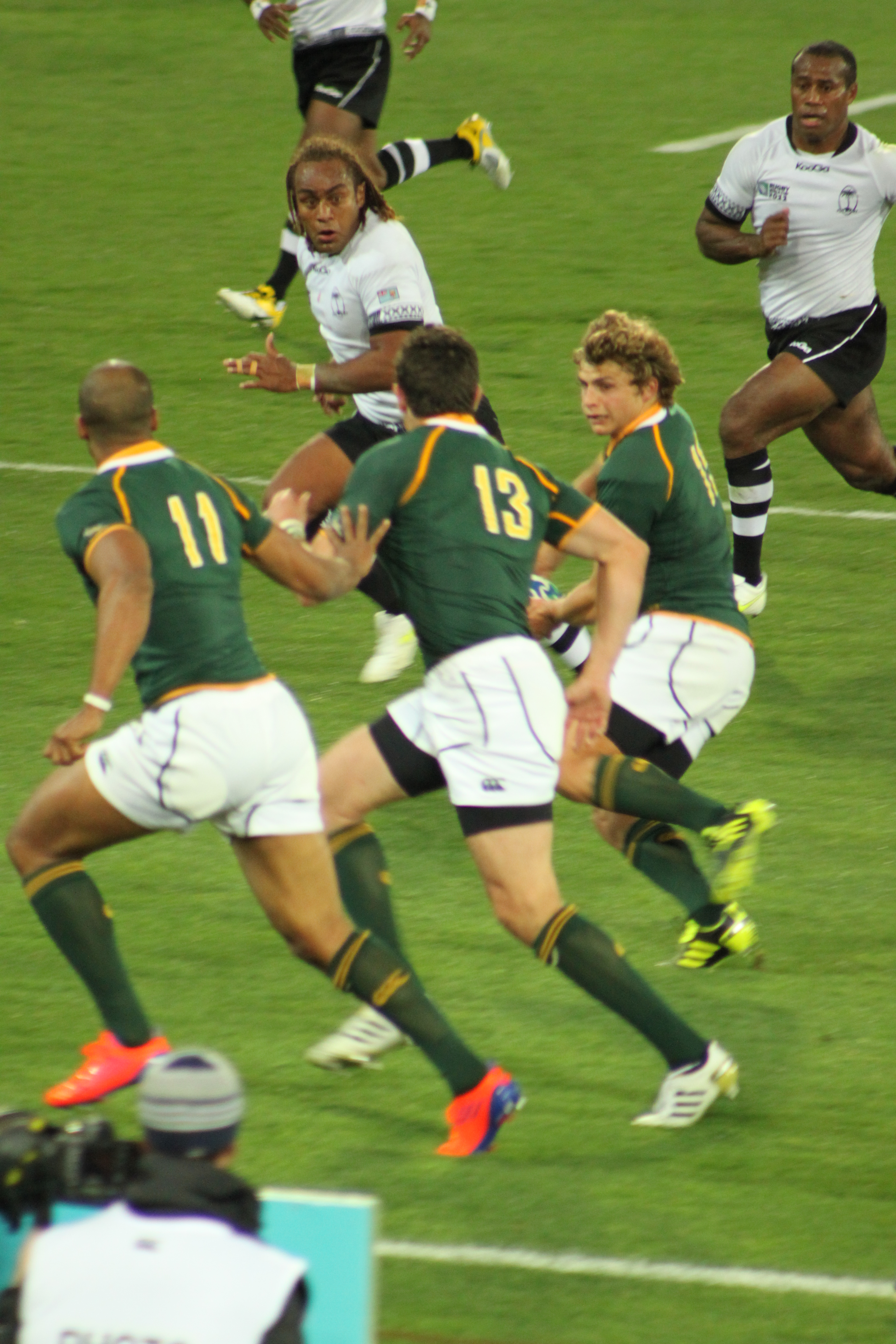
Sudáfrica en Nueva Zelanda 2011.

Creció en Bloemfontein donde estudió en el Grey College y allí jugó al rugby como ala.
Estudió en la Universidad del Estado Libre, donde se recibió en fisioterapia y fue compañero de Rassie Erasmus. Formó una fuerte amistad con éste y en los años 2000 se harían socios laborales, siempre mediante el rugby, por más de una década.

## Carrera
En 1997 inició trabajando en el rugby profesional como fisioterapeuta de los Free State Cheetahs, equipo de la Currie Cup. En 2004 asumió el cargo de preparador físico y la siguiente temporada ganaron el torneo.

### Cats y Cheetahs
En la temporada 1998 los Free State Cheetahs se incluyeron formalmente como parte de los Cats, una franquicia del Súper Rugby y también trabajó para ellos.
El Súper Rugby 2006 vio a los Cats dividirse en Cheetahs y Lions, Nienaber fue trasladado a la nueva franquicia y permaneció en ella hasta 2007.

### Stormers
Para la temporada 2008 Erasmus fue contratado director técnico de los Stormers y de su equipo de Currie Cup; Western Province. Nienaber se mudó a Ciudad del Cabo para unirse al personal y asumió como entrenador de la defensa, condición impuesta por él.
En el Súper Rugby 2010 la franquicia terminó segunda en la temporada regular, llegó hasta la final y perdió ante los Bulls. La Western Province logró la misma hazaña en la Currie Cup y perdió la final ante los Natal Sharks. Los Springboks notaron el trabajo de Nienaber en defensa e intentaron contratarlo, pero sus empleadores bloquearon la medida. En la temporada 2011 los Stormers repitieron el segundo mejor récord defensivo y Western Province tuvo el mejor.
A pesar del interés de otros equipos como los Bulls, Nienaber permaneció con los Stormers y también se unió a la recién formada Mobi-Unit de la Unión Sudafricana de Rugby, un equipo de entrenadores liderado por Erasmus que visitaba a equipos de todos los niveles e impartía conocimientos de entrenamiento.

### Munster
En 2016 Erasmus y Nienaber fueron contratados por el Munster Rugby, un importante equipo irlandés de la United Rugby Championship, por tres temporadas.

## Selección nacional

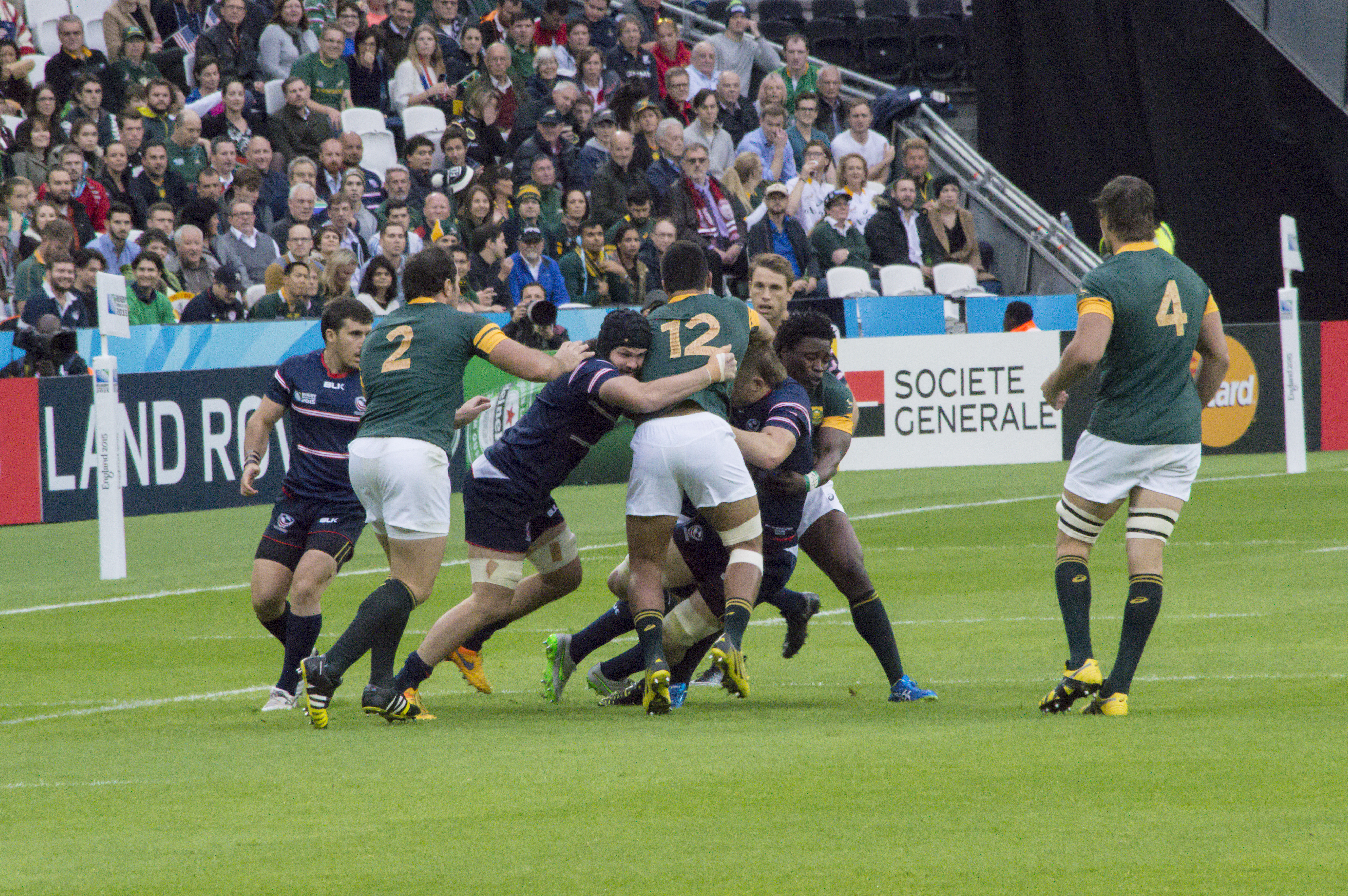
Sudáfrica en Inglaterra 2015.

El técnico Peter de Villiers lo llevó a la Copa Mundial de Nueva Zelanda 2011, como entrenador de la defensa y Sudáfrica tuvo el mejor registro defensivo en la fase de grupos. La selección perdió 9–11 contra los Wallabies en cuartos de final.
En 2014 se unió al entrenador Heyneke Meyer como su asistente, siendo técnico de la defensa. Meyer renunció tras el tercer puesto obtenido en la Copa Mundial de Inglaterra 2015 y Nienaber permaneció un año más, como asistente de Allister Coetzee.
En 2018 el técnico Coetzee fue despedido y Erasmus fue nombrado nuevo entrenador, pero éste dejó en claro que no continuaría más allá de la Copa Mundial de Japón 2019. Nienaber, una vez más, acompañó a su amigo como técnico de la defensa.

### Director técnico
En enero de 2020 se anunció públicamente, se sabía desde la renuncia de Erasmus, como el nuevo técnico de los Springboks y se convirtió en el primero en no haber sido entrenador jefe nunca antes.
Debido a la pandemia de Covid-19, tuvo que esperar un año completo para finalmente dirigir a su equipo. El 2 de julio de 2021 enfrentó a Georgia y ganaron 40–9.
Logró su obligada hazaña en la gira de los Leones Británico-Irlandeses 2021, cuando los Springboks remontaron contra los Leones (después de caer en la primera prueba) y ganaron la serie 2–1.
En octubre de 2023, Nienaber fue el entrenador en jefe cuando los Springboks retuvieron la Copa Mundial de Rugby. Se ha anunciado que dejará el cargo de entrenador en jefe del equipo sudafricano después de la copa del mundo para ocupar un puesto en el equipo de entrenador de Leinster Rugby bajo la dirección de Leo Cullen. .

## Palmarés
- Campeón de la Currie Cup de 2005, 2007, 2012 y 2014.
- Gira de los Leones Británico-Irlandeses 2021
- Copa Mundial de Rugby de 2023

| Predecesor: Rassie Erasmus | Entrenador de Sudáfrica 2020 − 2023 | Sucesor: Rassie Erasmus |